# Michitaka Kinami Memorial Athletics Meet 2022
Das 9. Michitaka Kinami Memorial Athletics Meet war eine Leichtathletik-Veranstaltung, die am 30. April und 1. Mai 2022 im Nagai Stadium in Osaka stattfand. Die Veranstaltung war Teil der World Athletics Continental Tour und zählt zu den Bronze-Meetings.

## Resultate

### Männer

#### 200 m
| Platz | Athlet           | Land | Zeit (s) |
| ----- | ---------------- | ---- | -------- |
| 1     | Yoshihiro Someya | JPN  | 20,76    |
| 2     | Calab Law        | AUS  | 20,88    |
| 3     | Ryo Kimura       | JPN  | 21,08    |
| 4     | Naoki Uemoto     | JPN  | 21,15    |
| 5     | Futa Kimura      | JPN  | 21,35    |
| 6     | Kowa Ikeshita    | JPN  | 21,44    |
| 7     | Koki Kasatani    | JPN  | 21,64    |
| 8     | Shō Kitagawa     | JPN  | 21,71    |

Wind: +0,1 m/s

#### 400 m
| Platz | Athlet               | Land | Zeit (s) |
| ----- | -------------------- | ---- | -------- |
| 1     | Fuga Satō            | JPN  | 45,84    |
| 2     | Kaitō Kawabata       | JPN  | 46,06    |
| 3     | Yuki Joseph Nakajima | JPN  | 46,54    |
| 4     | Takuho Yoshizu       | JPN  | 47,07    |
| 5     | Masataka Tomoda      | JPN  | 47,14    |
| 6     | Kohei Itahana        | JPN  | 47,48    |
| 7     | Rikuya Itō           | JPN  | 47,57    |

#### 800 m
| Platz | Athlet         | Land | Zeit (min) |
| ----- | -------------- | ---- | ---------- |
| 1     | Shō Kawamoto   | JPN  | 1:47,02    |
| 2     | Brad Mathas    | NZL  | 1:47,46    |
| 3     | Mikuto Kaneko  | JPN  | 1:57,51    |
| 4     | Yūki Yamazaki  | JPN  | 1:47,56    |
| 5     | Daiki Nemoto   | JPN  | 1:47,77    |
| 6     | Yugo Shikata   | JPN  | 1:47,79    |
| 7     | So Takahashi   | JPN  | 1:48,07    |
| 8     | Shun Matsumoto | JPN  | 1:48,12    |

Besten acht aus drei Finalläufen

#### 1500 m
| Platz          | Athlet           | Land | Zeit (min) |
| -------------- | ---------------- | ---- | ---------- |
| 1              | Kazuto Iizawa    | JPN  | 3:38,55    |
| 2              | Nanami Arai      | JPN  | 3:39,17    |
| 3              | Keisuke Morita   | JPN  | 3:39,39    |
| 4              | Ryōji Tatezawa   | JPN  | 3:39,73    |
| 5              | Yūsuke Takahashi | JPN  | 3:41,23    |
| 6              | Naoto Katayama   | JPN  | 3:41,24    |
| 7              | Rikuto Ijima     | JPN  | 3:43,67    |
| 8              | Toshiki Yamada   | JPN  | 3:48,06    |
| 9              | Jin Mizoguchi    | JPN  | 3:48,20    |
| 10             | Kazuki Kawamura  | JPN  | 3:53,99    |
|                | Masanori Ambai   | JPN  | DNF        |
| Ryuta Hanamure | JPN              | DNF  |            |

#### 110 m Hürden
| Platz | Athlet           | Land | Zeit (s) |
| ----- | ---------------- | ---- | -------- |
| 1     | Nicholas Hough   | AUS  | 13,50    |
| 2     | Chen Kuei-ru     | TPE  | 13,51    |
| 3     | Shuhei Ishikawa  | JPN  | 13,58    |
| 4     | Ryota Fujii      | JPN  | 13,59    |
| 5     | Nicholas Andrews | AUS  | 13,72    |
| 6     | Rikuto Higuchi   | JPN  | 13,81    |
| 7     | Taichi Kubota    | JPN  | 13,95    |
| 8     | Takumi Miyazaki  | JPN  | 13,99    |

Wind: +0,8 m/s

#### 400 m Hürden
| Platz | Athlet             | Land | Zeit (s) |
| ----- | ------------------ | ---- | -------- |
| 1     | Kazuki Kurokawa    | JPN  | 48,90    |
| 2     | Chen Chieh         | TPE  | 49,31    |
| 3     | Peng Ming-yang     | TPE  | 49,32    |
| 4     | Takayuki Kishimoto | JPN  | 49,84    |
| 5     | Masaki Toyoda      | JPN  | 49,84    |
| 6     | Hiroya Kawagoe     | JPN  | 50,36    |
| 7     | Shota Onodera      | JPN  | 50,52    |
| 8     | Yūki Matsushita    | JPN  | 50,56    |

#### Stabhochsprung
| Platz | Athlet            | Land | Höhe (m) |
| ----- | ----------------- | ---- | -------- |
| 1     | Seito Yamamoto    | JPN  | 5,60     |
| 2     | Kosei Takekawa    | JPN  | 5,50     |
| 3     | Masaki Ejima      | JPN  | 5,40     |
| 4     | Shingo Sawa       | JPN  | 5,40     |
| 5     | Takuma Ishikawa   | JPN  | 5,30     |
| 5     | Koki Kuruma       | JPN  | 5,30     |
| 7     | Sota Ishimaru     | JPN  | 5,20     |
| 8     | Kazuki Furusawa   | JPN  | 5,10     |
| 9     | Atsushi Haraguchi | JPN  | 5,10     |
| 10    | Kazuya Ishibashi  | JPN  | 5,00     |

#### Weitsprung
| Platz | Athlet            | Land | Weite (m) |
| ----- | ----------------- | ---- | --------- |
| 1     | Hiromichi Yoshida | JPN  | 7,88      |
| 2     | Chris Mitrevski   | AUS  | 7,78      |
| 3     | Yūki Hashioka     | JPN  | 7,76      |
| 4     | Yūto Toriumi      | JPN  | 7,74      |
| 5     | Natsuki Yamakawa  | JPN  | 7,73      |
| 6     | Daiki Oda         | JPN  | 7,68      |
| 7     | Hibiki Tsuha      | JPN  | 7,67      |
| 8     | Shōtarō Shiroyama | JPN  | 7,64      |
| 9     | Hiroshi Tebira    | JPN  | 7,60      |
| 10    | Natsuki Mainaga   | JPN  | 7,36      |
| 11    | Yūto Adachi       | JPN  | 7,33      |
| 12    | Rikuto Fujiwara   | JPN  | 7,31      |

#### Speerwurf
| Platz | Athlet             | Land | Weite (m) |
| ----- | ------------------ | ---- | --------- |
| 1     | Genki Dean         | JPN  | 81,91     |
| 2     | Kenji Ogura        | JPN  | 78,48     |
| 3     | Rikinari Ishizaka  | JPN  | 75,29     |
| 4     | Yuta Sakiyama      | JPN  | 75,00     |
| 5     | Ryōhei Arai        | JPN  | 74,84     |
| 6     | Takuto Kominami    | JPN  | 74,33     |
| 7     | Gen Naganuma       | JPN  | 73,61     |
| 8     | Yugo MASUDA        | JPN  | 71,70     |
| 9     | Takuma Nakanishi   | JPN  | 70,23     |
| 10    | Naoyuki Kakuta     | JPN  | 66,47     |
| 11    | Yoshihiro Nakajima | JPN  | 65,55     |
| 12    | Kazunori Yagi      | JPN  | 64,10     |

### Frauen

#### 200 m
| Platz | Athlet          | Land | Zeit (s) |
| ----- | --------------- | ---- | -------- |
| 1     | Mei Kodama      | JPN  | 24,15    |
| 2     | Yuuki Kido      | JPN  | 24,27    |
| 3     | Sayumi Yoshida  | JPN  | 24,42    |
| 4     | Kirari Watanabe | JPN  | 24,58    |
| 5     | Hina Ishido     | JPN  | 24,73    |
| 6     | Hinami Yamanaka | JPN  | 24,86    |
| 7     | Jyuri Oshiro    | JPN  | 24,94    |

Wind: +0,9 m/s

#### 400 m
| Platz | Athletin         | Land | Zeit (s) |
| ----- | ---------------- | ---- | -------- |
| 1     | Haruna Kuboyama  | JPN  | 53,68    |
| 2     | Nanako Matsumoto | JPN  | 53,97    |
| 3     | Mayu Kobayashi   | JPN  | 54,36    |
| 4     | Yuna Iwata       | JPN  | 54,49    |
| 5     | Jessica Thornton | AUS  | 54,58    |
| 6     | Shizuho Moriyama | JPN  | 55,32    |
| 7     | Kina Matsuo      | JPN  | 55,52    |
| 8     | Mayu Inaoka      | JPN  | 56,40    |

#### 800 m
| Platz | Athletin         | Land | Zeit (min) |
| ----- | ---------------- | ---- | ---------- |
| 1     | Ayano Shiomi     | JPN  | 2:05,90    |
| 2     | Airi Ikezaki     | JPN  | 2:09,11    |
| 3     | Fumino Shimohata | JPN  | 2:09,66    |
| 4     | Rina Aoyama      | JPN  | 2:09,67    |
| 5     | Miu Nakamura     | JPN  | 2:10,24    |
| 6     | Ai Watanabe      | JPN  | 2:10,52    |
| 7     | Nae Matsumoto    | JPN  | 2:10,73    |
| 8     | Mahiro Hasegawa  | JPN  | 2:10,78    |

Besten acht aus drei Finalläufen

#### 1500 m
| Platz | Athletin        | Land | Zeit (min) |
| ----- | --------------- | ---- | ---------- |
| 1     | Hellen Lobun    | KEN  | 4:08,73    |
| 2     | Ran Urabe       | JPN  | 4:13,95    |
| 3     | Yume Goto       | JPN  | 4:14,94    |
| 4     | Saki Katagihara | JPN  | 4:17,07    |
| 5     | Yuiri Ogata     | JPN  | 4:28,58    |
| 6     | Aisya Dosei     | JPN  | 4:30,57    |
| 7     | Runa Syozi      | JPN  | 4:32,64    |
|       | Saki Eto        | JPN  | DNF        |

#### 3000 m
| Platz | Athlet           | Land | Zeit (min) |
| ----- | ---------------- | ---- | ---------- |
| 1     | Yuma Yamamoto    | JPN  | 9:05,11    |
| 2     | Kana Mizumoto    | JPN  | 9:07,99    |
| 3     | Nanaka Yonezawa  | JPN  | 9:09,44    |
| 4     | Azumi Nagira     | JPN  | 9:10,66    |
| 5     | Koharu Deshimaru | JPN  | 9:25,37    |
| 6     | Naru Yabutani    | JPN  | 9:33,10    |
| 7     | Nanoha Myokai    | JPN  | 9:33,54    |
| 8     | Yuka Masubuchi   | JPN  | 9:36,51    |
| 9     | Kyoka Gomi       | JPN  | 9:40,35    |

#### 100 m Hürden
| Platz | Athlet          | Land | Zeit (s) |
| ----- | --------------- | ---- | -------- |
| 1     | Celeste Mucci   | AUS  | 13,08    |
| 2     | Hitomi Shimura  | JPN  | 13,23    |
| 3     | Miho Suzuki     | JPN  | 13,33    |
| 4     | Yumi Tanaka     | JPN  | 13,49    |
| 5     | Nanako Tamaoki  | JPN  | 13,52    |
| 6     | Hitomi Nakajima | JPN  | 13,62    |
| 7     | Saki Kamada     | JPN  | 13,76    |
| 8     | Mika Omura      | JPN  | 13,77    |

Wind: −0,6 m/s

#### 400 m Hürden
| Platz | Athletin        | Land | Zeit (s) |
| ----- | --------------- | ---- | -------- |
| 1     | Kaila Barber    | USA  | 57,45    |
| 2     | Eri Utsunomiya  | JPN  | 57,64    |
| 3     | Ami Yamamoto    | JPN  | 58,11    |
| 4     | Satsuki Umehara | JPN  | 58,41    |
| 5     | Akiko Ito       | JPN  | 58,43    |
| 6     | Honoka Aoki     | JPN  | 58,85    |
| 7     | Mio Tsuji       | JPN  | 59,04    |
| 8     | Karen Yokota    | JPN  | 59,39    |

Besten acht aus drei Zeitläufen

#### Stabhochsprung
| Platz         | Athletin       | Land | Höhe (m) |
| ------------- | -------------- | ---- | -------- |
| 1             | Mayu Nasu      | JPN  | 4,20     |
| 2             | Rena Tanaka    | JPN  | 4,00     |
| 3             | Sora Murata    | JPN  | 3,90     |
| 4             | Kanae Tatsuta  | JPN  | 3,80     |
| 4             | Miku Yanagawa  | JPN  | 3,80     |
| 6             | Kyoko Tokuro   | JPN  | 3,80     |
| 7             | Jun Maekawa    | JPN  | 3,70     |
| 8             | Izumi Shiozaki | JPN  | 3,70     |
| 8             | Akari Osakaya  | JPN  | 3,70     |
|               | Kaori Atagi    | JPN  | NH       |
| Misaki Morota | JPN            | NH   |          |

#### Weitsprung
| Platz | Athletin              | Land | Weite (m) |
| ----- | --------------------- | ---- | --------- |
| 1     | Sumire Hata           | JPN  | 6,43      |
| 2     | Ayaka Kōra            | JPN  | 6,28      |
| 3     | Ami Kodama            | JPN  | 6,20      |
| 4     | Maya Takeuchi         | JPN  | 6,08      |
| 5     | Yu Minemura           | JPN  | 6,07      |
| 6     | Asuka Gonpei          | JPN  | 6,06      |
| 7     | Miu Kimura            | JPN  | 6,01      |
| 8     | Lia Irma Sumie Kitada | JPN  | 5,84      |
| 9     | Hitomi Nakano         | JPN  | 5,77      |
| 10    | Akira Kobayashi       | JPN  | 5,73      |

#### Speerwurf
| Platz | Athletin         | Land | Weite (m) |
| ----- | ---------------- | ---- | --------- |
| 1     | Haruka Kitaguchi | JPN  | 61,20     |
| 2     | Mahiro Osa       | JPN  | 59,37     |
| 3     | Marina Saitō     | JPN  | 59,07     |
| 4     | Yuka Satō        | JPN  | 58,56     |
| 5     | Momone Ueda      | JPN  | 58,37     |
| 6     | Sae Takemoto     | JPN  | 58,18     |
| 7     | Momoko Tsuji     | JPN  | 57,22     |
| 8     | Yuki Yamamoto    | JPN  | 53,88     |
| 9     | Miran Naraoka    | JPN  | 53,39     |
| 10    | Kihou Kuze       | JPN  | 52,00     |
| 11    | Miu Tabata       | JPN  | 48,63     |